# Cyrtandra flabellifolia
Cyrtandra flabellifolia är en tvåhjärtbladig växtart som beskrevs av Spencer Le Marchant Moore. Cyrtandra flabellifolia ingår i släktet Cyrtandra och familjen Gesneriaceae.

## Underarter
Arten delas in i följande underarter:
- C. f. cordata
- C. f. flabellifolia